# Tipula (Microtipula) pontifex
Tipula (Microtipula) pontifex is een tweevleugelige uit de familie langpootmuggen (Tipulidae). De soort komt voor in het Neotropisch gebied.